# Louis Riel (père)
Pour les articles homonymes, voir Louis Riel (homonymie).
Louis Riel (père) (7 juillet 1817 - 21 janvier 1864) fut un agriculteur, meunier, Chef des Métis et le père de Louis Riel.